# ルート246
「ルート246」（ルート・ニイヨンロク）は、深田恭子の7枚目のシングル。ポニーキャニオンから2002年5月22日に発売。

## 概要
「深田恭子&The Two Tones（ザ・ツートーンズ）」名義発表。小西康陽プロデュース。シングル表題曲はコーセー「Fashio」2002年CMソング。初回限定盤はMV収録のDVD付き。 
リミックスアルバム『Flow 〜Kyoko Fukada Remixes〜 』に「ルート246（キョーコとよしおの東京ラヴストーリーmix）」として収録されたが、このシングルバージョンはアルバム未収録となっている。 

## 収録曲
| 全作詞・作曲・編曲: 小西康陽。 |                                                         |          |            |            |
| #                              | タイトル                                                | 作詞     | 作曲・編曲 | リミックス |
| 1.                             | 「ルート246」                                           | 小西康陽 | 小西康陽   |            |
| 2.                             | 「ルート246 (キョーコとよしおの東京ラヴストーリーmix)」 | 小西康陽 | 小西康陽   | DJよしお   |
| 3.                             | 「ルート246 (inst)」                                    | 小西康陽 | 小西康陽   |            |

| #  | タイトル                   | 作詞 | 作曲・編曲 |
| -- | -------------------------- | ---- | ---------- |
| 1. | 「ルート246」(MUSIC VIDEO) |      |            |